# 1762 en santé et médecine
| Années de la santé et de la médecine : 1759 - 1760 - 1761 - 1762 - 1763 - 1764 - 1765    |
| Décennies de la santé et de la médecine : 1730 - 1740 - 1750 - 1760 - 1770 - 1780 - 1790 |

Cet article présente les faits marquants de l'année 1762 en santé et médecine.

## Événements
- 10 janvier : ouverture de l’école vétérinaire de Lyon par Claude Bourgelat[1].

## Publication
- Antoine Baumé (1728-1804) publie Éléments de pharmacie[2].

## Naissances
- 1er février : Andrea Savaresi (mort en 1810), médecin, naturaliste et minéralogiste italien[3].
- 23 mai : René-Nicolas Dufriche Desgenettes (mort en 1837), médecin militaire français[4].
- 12 août : Christoph Wilhelm Hufeland (mort en 1836), médecin allemand.

## Décès
- 26 février : Vitaliano Donati (né en 1717), médecin, archéologue et botaniste italien[5].
- 28 mai : Charles-Augustin Vandermonde (né en 1727), médecin français, théoricien de l'hygiénisme et de l'eugénisme, et l'un des pères du journalisme médical[6].
- 30 septembre : Jacques Daviel (né en 1693), chirurgien et ophtalmologue français, premier à avoir réussi une opération de la cataracte.
- 15 décembre : Charles Cheynet (né en 1668), médecin, magistrat, érudit, mathématicien et musicologue français.